# Onthophagus petenensis
Onthophagus petenensis es una especie de insecto del género Onthophagus, familia Scarabaeidae, orden Coleoptera.

Fue descrita científicamente por Howden & Gill en 1993.